# Chiesa cattolica liberale
La chiesa cattolica liberale è una chiesa indipendente ed autonoma.
Pur utilizzando l'appellativo di "cattolica" non è in comunione con la Chiesa di Roma, si richiama invece alla tradizione della Chiesa vetero-cattolica di Utrecht, essendo, nel suo periodo iniziale rappresentante britannica dell'Unione di Utrecht, poi resasi indipendente. Negli Stati Uniti la maggior parte delle chiese che si definiscono vetero-cattoliche sono riconducibili al movimento cattolico liberale e alla genealogia episcopale di Arnold Harris Mathew.
Il rito cattolico liberale fu fondato nel 1916 da Arnold Harris Mathew (1852-1919), vescovo della Chiesa vetero-cattolica. In seguito a contrasti con Mathew, la chiesa fu rifondata sulla base di una più ampia libertà di pensiero e di un particolare misticismo da James Ingall Wedgwood (1883-1951), appartenente al movimento Teosofico, con il quale la Old Catholic Church in Great Britain nel 1918 assunse il nome di Chiesa Cattolica Liberale.
L'esponente più noto storicamente di questa Chiesa è lo scrittore e teosofo Charles Webster Leadbeater (1847-1934), che di essa fu vescovo e che ne elaborò la liturgia assieme a Wedgwood.
La chiesa cattolica liberale è una piccola chiesa riformata che conta nel mondo (secondo dati del CESNUR) circa trecentomila membri ed è diffusa in una cinquantina di paesi, suddivisa in Province ecclesiastiche, rette da vescovi regionali e dotate di una larga autonomia. In Italia, dove conta meno di un centinaio di fedeli, la sua presenza organizzata è venuta meno.